# Thymus stojanovii
Thymus stojanovii ist eine Pflanzenart aus der Gattung der Thymiane (Thymus) in der Familie der Lippenblütler.

## Beschreibung
Thymus stojanovii ist ein kleiner, rasenbildender Strauch, der kriechende und holzige, nicht blütentragende Stängel ausbildet, an denen bis zu 5 (selten bis zu 7) cm lange blütentragende Stängel, an deren Basis Gruppen kleiner Laubblätter stehen. Meist sind die Stängel rundum behaart und oftmals werden auch in den Achseln Gruppen von Laubblättern gebildet. Die Laubblätter sind 5 bis 7 mm lang und 1 bis 2 mm breit. Sie sind lanzettlich-elliptisch, etwas fleischig, fast zugespitzt und meist länger als die Internodien. Oftmals sind sie behaart und an der Basis bewimpert. Die Seitenadern sind nur undeutlich ausgeprägt.
Die Blütenstände sind kugelförmig bis leicht zylindrisch. Die Tragblätter ähneln den Laubblättern. Der Kelch ist 3 bis 4 (selten bis 5) mm lang und purpurn gefärbt, die Oberlippe ist gleich lang oder länger als die Kelchröhre, die oberen Zähne sind 0,5 bis 1(selten bis 1,5) mm lang, bewimpert und fast stachelig. Die Krone steht nur leicht über den Kelch hinaus und ist purpurn.

## Vorkommen und Standorte
Die Art kommt in den Bergen des mittleren Bereichs der Balkanhalbinsel vor.